# 東旭ケ丘町
東旭ケ丘町（ひがしあさひがおかちょう）は、千葉県千葉市に、かつて存在した町名である。

## 歴史
- 1937年（昭和12年） - 都賀村・都村が、千葉市に編入される。
- 1958年（昭和33年） - 原町・高品町・貝塚町の、それぞれ一部を編入して、東旭ケ丘町が誕生。
- 1968年（昭和43年） - 一部が貝塚町に編入される。
- 1969年（昭和44年） - 一部が原町・高品町・貝塚町の一部と共に、都賀として住居表示実施。
- 1970年（昭和45年） - 残りの部分が貝塚町に編入されて消滅。